# غارشينغ باي مونشن
غارشينغ باي مونيخ (بالألمانية: Garching bei München) هي بلدة ألمانية تقع في ألمانيا في ميونخ.[بحاجة لمصدر] يقدر عدد سكانها بـ 17,017 نسمة .

## المدن التوأمة
مدينة رادهبرغ هي مدينة توأمة لـغارشينغ باي مونيخ.

## أعلام
- هاينز بيلينغ
- ألبرت بروبست

## وصلات خارجية
- الموقع الرسمي